# اندرو كلارك
اندرو كلارك (بالإنجليزية: Andrew Clark)‏ (24 أغسطس 1974 بغوسفورد في أستراليا - ) هو لاعب كرة قدم أسترالي في مركز قلب الدفاع. لعب مع سنترال كوست مارينرز وسيدني تايغرز ونادي كيدا دارول أمان وكانبرا كوزموز ‏ وباراماتا باور ‏ وManly United FC ‏ وNorthern Tigers FC ‏.

## روابط خارجية
- اندرو كلارك على موقع قاعدة بيانات كرة القدم.إي يو (الإنجليزية)
- اندرو كلارك على موقع Soccerway.com (الإنجليزية)